# Paul Lynch (piłkarz)
Paul Lynch (ur. 24 lipca 1964) – montserracki piłkarz grający na pozycji obrońcy, reprezentant Montserratu.
Podczas eliminacji do Mistrzostw Świata 2002 Lynch reprezentował Montserrat w dwóch spotkaniach; w pierwszym z nich reprezentacja Montserratu zmierzyła się z drużyną Dominikany, jednak przegrała 0-3. W 82. minucie Lynch został zmieniony przez Crenstona Buffonge. W meczu rewanżowym pomiędzy Dominikaną a Montserratem, Dominikana ponownie wyszła zwycięsko (mecz zakończył się rezultatem 3-1). W 77. minucie Lyncha zmienił Crenston Buffonge.